# Rubus stimulans
Rubus stimulans är en rosväxtart som beskrevs av Wilhelm Olbers Focke. Rubus stimulans ingår i släktet rubusar, och familjen rosväxter. Inga underarter finns listade i Catalogue of Life.